# Аль-Хамад, Бахия
Бахия Мансур Аль-Хамад (араб. بهية منصور الحمد‎; род. 21 июня 1992, Катар) — катарский спортивный стрелок. Участница летних Олимпийских игр 2012 года. Первая женщина, представлявшая Катар на Олимпийских играх.

## Биография
Бахия Аль-Хамад родилась 21 июня 1992 года в Катаре.
Училась в Катарском университете в Дохе.
Занималась стрелковым спортом под руководством узбекистанского тренера Ивана Шахова.
В 2010 году участвовала в юниорском чемпионате мира в Мюнхене. Заняла 34-е место в стрельбе из произвольной винтовки с 50 метров, 46-е в стрельбе из мелкокалиберной винтовки из трёх положений с 50 метров, 63-е в стрельбе из пневматической винтовки с 10 метров.
В том же году вошла в состав сборной Катара на летних юношеских Олимпийских играх в Сингапуре. В стрельбе из пневматической винтовки с 10 метров заняла 15-е место в квалификации, набрав 387 очков и уступив 4 очка попавшей в финал с 8-го места Хессе Аль-Зайед из Кувейта. Была знаменосцем сборной Катара на церемонии открытия юношеской Олимпиады.
В 2011 году завоевала две медали на Панарабских играх в Дохе: золотую в стрельбе из мелкокалиберной винтовки из трёх положений с 50 метров и серебряную в стрельбе из пневматической винтовки, в которой уступила Марьям Арзуки из Кувейта.
В 2012 году вошла в состав сборной Катара на летних Олимпийских играх в Лондоне. В стрельбе из пневматической винтовки с 10 метров заняла 17-е место в квалификации, набрав 395 очков и уступив 2 очка худшим из попавших в финал Элаэх Ахмади из Ирана, Джейми Бейерле-Грэй и Саре Шерер из США и Катержине Эммонс из Чехии. В стрельбе из мелкокалиберной винтовки из трёх положений с 50 метров заняла последнее, 46-е место, набрав 555 очков и уступив 28 очков попавшей в финал с 8-го места Сильвии Богацкой из Польши. Была знаменосцем сборной Катара на церемонии открытия Олимпиады.
Аль-Хамад стала первой женщиной, представлявшей Катар на Олимпийских играх.
В 2014 году участвовала в чемпионате мира в Гранаде. Заняла 117-е место в стрельбе из пневматической винтовки с 10 метров, 62-е из мелкокалиберной винтовки из трёх положений с 50 метров.
В 2019—2015 годах тринадцать раз участвовала в этапах Кубка мира. Лучший результат — 12-е место в 2013 году в Гранаде в стрельбе из пневматической винтовки с 10 метров.

## Семья
Двоюродные сёстры Амна и Васмия Аль-Абдулла также занимались стрелковым спортом — стрельбой из пневматической винтовки и стендовой стрельбой соответственно — и входили в состав сборной Катара.